# Chatmonchy
A chatmonchy (チャットモンチー) japán pop-rock együttes, melyet 2000-ben alapított Hasimoto Eriko énekes-gitáros, akihez az elkövetkező években csatlakozott Fukuoka Akiko basszusgitáros és Takahasi Kumiko dobos. A zenekar bemutatkozó középlemeze 2005-ben jelent meg chatmonchy has come címmel, azonban első igazán sikeres kiadványuk a 2006 novemberében kiadott Shangri-La kislemezük lett, ami óta az együttes legtöbb kiadványa az Oricon legjobb 20 helyezettje között debütált. 2011. szeptember 29-én Takahasi kilépett az együttesből. A zenekar 2018 júliusában feloszlott.

## Az együttes története

### 2005 előtt: A kezdetek
Hasimoto Eriko énekes-gitáros 2000-ben úgy döntött, hogy chatmonchy (チャットモンチー) néven együttest alapít. A következő néhány évben tagok toborzásába kezdett, 2002-ben meghívta osztálytársát, Fukuoka Akikót, akivel hamar gyakorlásba kezdtek és két éven keresztül kéttagú zenekarként játszottak.
Hasimotóék 2004 márciusában megismerkedtek Takahasi Kumikóval, akit állandó dobosukként bevettek az együttesbe. A háromtagú zenekar benevezett egy helyi dalversenyre, aminek meg is nyertek a fődíját. A győzelmük után elkezdték a dalaikat CD-lemezekre rögzíteni, amiket Tokusima és környéken terjesztettek. Az egyik fellépésük során felfigyelt rájuk a Sony Music Entertainment Japan egyik ügynöke, aki lemezszerződést is ajánlott nekik. Az együttes nem sokkal ezután leszerződött a Sony Ki/oon Records alkiadójához.

### 2005–06: Nagykiadós bemutatkozás
2005 novemberében chatmonchy has come címmel megjelent az együttes bemutatkozó középlemeze, ami épphogy beférkőzött az Oricon heti eladási listájának 50 legjobbja közé. Az album Hana no jume című dala promóciós kislemezként is megjelent és számos rádióadó leggyakrabban lejátszott számai közé került, ami igencsak népszerűvé tette a zenekart. Első kislemezük, a Koi no kemuri megjelenése után bejelentették első országos koncertsorozatukat Smoke on ’06 névvel. Három hónappal később Renai Spirits címmel megjelent második kislemezük, ami jobban teljesített a slágerlistákon mint a Koi no kemuri. Ezt alig egy hónapra rá követte a bemutatkozó stúdióalbumuk, a Miminari. Az album kifejezetten szépen teljesített, a tizedik helyezést érte el az Oricon heti eladási listáján. A chatmonchy a következő néhány hónapban számos zenei fesztiválon, így a Nano-Mugen Fesen, a Rock in Japan Festivalon, a Summer Sonicon és a Monster Bashen is felléphetett. Október 2-án bejelentették második országos koncertturnéjukat, a Miminari ’06-t.

### 2007–11: AShangri-Lától Takahasi Kumiko kiválásáig

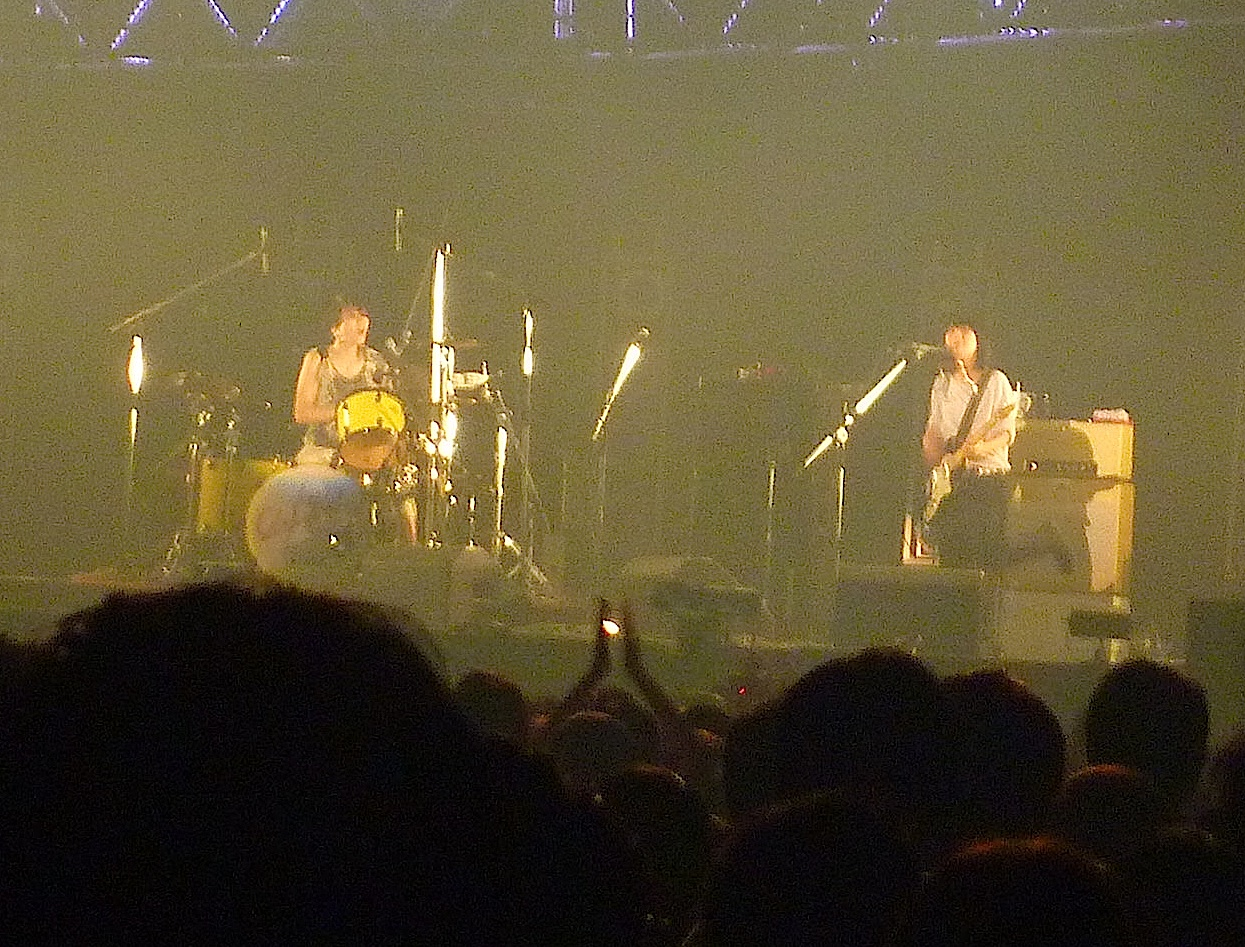
A chatmonchy a 2011-es Countdown Japanen

A chatmonchy 2006 novemberében, közel egy évvel a bemutatkozásuk után megjelentette harmadik kislemezüket, a Shangri-Lát. A lemez címadó dala a Hataraki Man animesorozat zárófőcím dala volt, ami hozzájárult ahhoz, hogy ez a kiadvány legyen a zenekar legsikeresebb kislemeze. A lemez a hatodik helyezést érte el az első hetén az Oriconon, amin 3 héten keresztül szerepelt a legjobb húsz között, illetve ezen kívül még hat hetet a legjobb 200 között. Az együttes 2007 februárjában Dzsosi tacsi ni aszu va nai címmel bejelentette negyedik kislemezüket. A kiadvány áprilisban jelent meg, júniusban a Tobiuo no Butterfly/Szekai ga ovaru joru ni követte. Mindkét kislemez viszonylag szépen teljesített, az előbbi 1, míg az utóbbi 2 héten keresztül volt az Oricon eladási listájának legjobb húsz helyezettje között.
A zenekar következő kislemeze, a Daidai is animedal volt, hiszen a Bleach sónenanime zárófőcím dala volt. A lemez a Bleach nagy rajongótábora ellenére csak a 12. helyig jutott az Oriconon, hogy utána a 34. helyre essen vissza. Összességében kevesebbet adtak el belőle, mint az előző kislemezükből.
2007. október 24-én megjelent második teljes hosszúságú albumuk Szeimeirjoku címmel, amely tartalmazza az együttes Shangri-La és a Daidai között megjelent összes kislemezét, illetve a Dzsosi tacsi ni aszu va nai B oldalas számát is. A lemez az első helyen mutatkozott be megjelenése napján az Oriconon, azonban a heti rangsorlásban a második helyre csúszott vissza a Backstreet Boys Unbreakable című albuma mögé.
2009 márciusában Kokuhaku címen megjelent a zenekar harmadik stúdióalbuma, ami addigi legsikeresebb albumuk lett. A lemez a második helyezést érte el az Oricon heti listáján és összesen több, mint 120 000 példányt adtak el belőle. 2012 októberében újabb kiadvánnyal jelentkeztek második középlemezük, az Awa Come képében, ami az eladási lista hatodik helyét érte el. Fél évvel később megjelent negyedik stúdióalbumuk, a You More is, ami a negyedik helyen mutatkozott be.
2011. szeptember 29-én Takahasi Kumiko dobos kilépett a zenekarból, hozzáfűzvén, hogy „Kezdem elveszíteni az inspirációt a zenében való előrelépéshez. Ez bizony végzetes az új számok írásában és Eccsan és Akkocsan és az én szenvedélyem közötti különbségekre tekintettel nem vagyok képes úgy új dalok írására, hogy közben hazudozok az érzelmeimről.”

### 2012: Hensin
A chatmonchy nem sokkal később két új kislemezt jelentett be. Az első, a Mangecu ni hoero a tizedik helyet érte el az Oricon heti listáján. Ezt egy héttel később a Thermae Roman követte, ami csak a 13. helyig jutott annak ellenére, hogy a hasonló című animesorozat zárófőcím dala volt. Egy héttel később megjelent az együttes második válogatásalbuma, a Chatmonchy Best: 2005–2011, amin az összes háromtagú zenekarként megjelentett kislemezük szerepel. 2012 májusában megjelentették második dupla A oldalas kislemezüket Hatena/Jume mitai da címmel, ami az eladási lista 18. helyezéséig jutott. Tizenhetedik kislemezük, a Kira kira hikare 2012 júliusában jelent meg és a 16. helyen mutatkozott be. Ötödik 2012-es kislemezük, a Convenience Honeymoon szeptember 12-én jelent meg és csak a 23. helyezést érte el, így a 2006 júliusában kiadott Renai Spirits óta ez volt az első kiadványuk, ami nem került be a legjobb 20 közé.
2012. október 10-én Hensin címmel megjelent az együttes ötödik stúdióalbuma, ami egyben első kéttagú zenekarként kiadott albuma is. A kiadvány az összes 2012-ben megjelent kislemezüket tartalmazza.

### 2014–15: Kjómei
A zenekar tizenkilencedik kislemeze több, mint két évvel az előző után, 2014. október 29-én jelent meg Kokoro to atama/Itacsi gokko címmel. A lemez a 22. helyezést érte el az Oricon eladási listáján, amin mindössze három hetet töltött el, így az együttes addigi legsikertelenebb kislemeze lett. Következő, dupla A oldalas kislemezük Tokimeki/Tonari no onna címmel jelent meg 2015. március 4-én. A kiadvány a Kokoro to atama/Itacsi gokko eladásait is alulmúlta, mivel az Oricon 23. helyén mutatkozott be. Két hónappal később megjelent hatodik teljes hosszúságú kiadványuk, a Kjómei, ami az előző két kislemezt is tartalmazza. Ugyan a lemez a nyolcadik helyet érte el a heti listán, azonban így is az együttes kereskedelmileg legsikertelenebb albuma lett.

### 2015–18: Tizedik évforduló, Tandzsó, feloszlás
Az együttes nagykiadós bemutatkozásának tizedik évfordulóját debütáló középlemezük és stúdióalbumuk újrakevert kiadásával ünnepeltek 2015 novemberében. 2016. november 30-án megjelentették tizenhetedik kislemezüket Majority Blues/Kienai hosi címmel. 2017. április 5-én Magical Fiction címmel újabb kislemezt jelentettek meg. 2018. június 27-én Tandzsó címmel megjelentettek egy albumot, majd a következő hónap végén feloszlott az együttes.

## Diszkográfia
- Miminari (2006)
- Szeimeirjoku (2007)
- Kokuhaku (2009)
- You More (2011)
- Hensin (2012)
- Kjómei (2015)
- Tandzsó (2018)

## Fordítás
- Ez a szócikk részben vagy egészben a chatmonchy című angol Generasia-szócikk ezen változatának fordításán alapul. Az eredeti cikk szerkesztőit annak laptörténete sorolja fel.